# 阿斯比特尔
阿斯比特尔是德国石勒苏益格－荷尔斯泰因州的一个市镇。总面积4.51平方公里，总人口109人，其中男性66人，女性43人（2011年12月31日），人口密度24人/平方公里。